# Philodendron huanucense
Philodendron huanucense är en kallaväxtart som beskrevs av Adolf Engler. Philodendron huanucense ingår i släktet Philodendron och familjen kallaväxter.
Artens utbredningsområde är Peru. Inga underarter finns listade.